# Natalia Morari
Natalia Morari (12 de enero de 1984) es una socióloga y periodista moldava. En dos ocasiones fue expulsada de Rusia por sacar a la luz tramas de corrupción protagonizadas por altos cargos del Kremlin. En abril de 2009, tuvo activa participación en la organización de las protestas de Moldavia.
Ella tiene un hijo llamada Rem, quien nació el 12 de abril de 2021.

## Primera expulsión de Rusia
En 2002 Natalia Norar se trasladó a Rusia con la finalidad de estudiar sociología en la Universidad Estatal de Moscú. Cinco años después, mientras trabajaba como investigadora en la revista rusa New Times, solicitó también la ciudadanía rusa. Sin embargo, este derecho nunca se le otorgó. 
En diciembre de 2007, apenas cuatro meses antes de la fecha marcada para la concesión de la ciudadanía, Morari fue expulsada de Rusia. Las autoridades del país decidieron denegarle el permiso de residencia tras la publicación de “El dinero negro del Kremlin”, un artículo en el que explicaba la financiación ilegal de los principales partidos políticos dependientes del gobierno.
Partiendo de una pequeña operación de blanqueo de dinero, Natalia Morari inició su investigación sobre la corrupción de los altos funcionarios del Kremlin en mayo de 2007. A partir de ahí fue sacando a la luz operación de mayor entidad protagonizada, entre otros, por Bortnikov Alexander, jefe adjunto del FSB, que operaba a través del Raiffeisen Zentralbank Österreich AG. A su vez, en ese mismo artículo, Morari acusaba a los servicios secretos rusos de estar detrás del asesinato del opositor Andrei Kozlov.
La expulsión del país y el rechazo a otorgarle la ciudadanía rusa se basó, según fuentes gubernamentales, en una ley que negaba ese derecho a las personas consideradas peligrosas para la seguridad del estado

## Intentos por volver a Rusia
Con la publicación del artículo y la posterior expulsión de Natalia Morari, el servicio de Seguridad Federal Ruso abortó todos los intentos de esta por regresar al país. En febrero de 2008 concertó un matrimonio con un periodista autóctono y así poder regresar a Rusia. Sin embargo, este intento tampoco dio resultado. Las autoridades rusas dieron orden de que no se le dejara salir del aeropuerto. De esta manera, tras pasar tres días en la zona de tránsito, tuvo que regresar a Chisináu.
Un mes después, Morari anunciaba que presentaría una queja al Tribunal Europeo de Derechos Humanos. Según la periodista moldava, varios de los derechos humanos de la Convención Europea no habían sido respetados en su caso. En concreto, denunciaba el hecho de que una familia permanecía separada por voluntad del Kremlin.

## La protesta moldava
El 6 de abril de 2009, Morari participó en la organización de la concentración frente al Parlamento de Moldavia. Los manifestantes protestaban por la manipulación llevada a cabo por el Partido Comunista en las elecciones legislativas de ese año.
Mediante el uso de las redes sociales, en especial por Twitter, apenas trescientas personas lograron congregar a diez mil frente a la sede de la asamblea moldava. Entre ellos estaban algunos de los principales líderes de los partidos de la oposición.
El cariz violento tomado por la protesta el 7 de abril hizo que Morari se desvinculara del movimiento. En un post de su blog aclaraba que ella había organizado una protesta pacífica y que, por tanto, no se sentía responsable de los actos violentos que estaban teniendo lugar. En los días siguientes instó a los manifestantes a abandonar las prácticas violentas.
Esas declaraciones no evitaron que, el 9 de abril, fuera acusada por las autoridades de la organización y puesta en marcha de los disturbios. Como medida inmediata, fue puesta bajo arresto domiciliario.
En noviembre tuvo lugar el juicio contra los organizadores de la protesta de abril, entre los que, además de Morari, se encontraba Gabriel Stati, hijo del empresario más rico del país. La fiscalía les acusaba de utilizar sitios web y redes sociales para organizar protestas callejeras violentas en Chisináu. 
Al fin, el fiscal general Valeriu Zubco retiró los cargos contra Morari y los restantes acusados.